# Operação Cavalo de Tróia
Operação Cavalo de Tróia (título original: Caballo de Troya) é uma série literária, composta por doze livros e escrita pelo espanhol J. J. Benítez.
O primeiro volume foi lançado em 1984 pela Editorial Planeta, de Barcelona (no Brasil, ocorreu em 1987, pela editora Mercuryo). O último volume, o de n° 12, foi lançado em 2022.

## Enredo
A obra mescla temas bíblicos (a vida de Jesus) com ficção-científica (a viagem no tempo) e mostram "dossiês" que narram uma missão da Força Aérea dos Estados Unidos na qual um módulo chamado "O Berço" é levado ao passado com o propósito de comprovar a existência de Jesus Cristo. A missão é chamada de "Operação Cavalo de Troia" e, como é costumeiro nas operações das forças militares norte-americanas, não são revelados grandes pormenores dos métodos de física utilizados para a reversão, nada é mencionado, além de "novos conceitos da física quântica vindos da Europa". Conceitos, obviamente, também sigilosos.
Um major, de nome não revelado, e um piloto voltam no tempo até os anos 30 da era cristã e presenciam muitos fatos narrados na Bíblia cristã. Na verdade, a Bíblia é tomada como referência, uma vez que contém as datas e eventos da época. Fornecem, também, dados da sociedade da época: costumes, leis (principalmente as leis do judaísmo), crenças (judaicas e pagãs, geografia, ambiente, etc). O major, que durante a viagem adota o nome de Jasão, é escolhido para a operação por seu ceticismo e imparcialidade, mas quando encontra Jesus, é tocado profundamente por sua mensagem e a narrativa ganha um tom delicado e humano.
Os pormenores da vida de Jesus, assim como as conversas em que Ele fala abertamente sobre sua origem divina e sobre o que é a sua missão na Terra, deixam claro que a Igreja Católica teria passado longe da mensagem original. A diferença entre os acontecimentos presenciados pelo Major e os narrados nos textos sagrados é enorme, mas compreensível. Segundo as próprias observações do personagem, os evangelistas nem sempre presenciaram os acontecimentos que narraram anos depois e, mesmo quando presentes, sua formação cultural não permitia que compreendessem totalmente os acontecimentos.
Segundo essa obra, a mensagem de Jesus fala de um Deus-Pai, sempre bom e generoso. Um Deus que não exige templos nem rituais. Algo que precisa ser vivenciado para ser compreendido, e que não pode ser comprovado, como desejavam os militares (e a ciência).

## Personagens

### Século XX
- Jasão -  Major da USAF que, supostamente, viajou no tempo para comprovar a existência de Jesus Cristo. É o escritor dos diários que foram compilados por J.J. Benítez em livros. Não possui seu verdadeiro nome revelado, sendo chamado por Benítez de "O Major".

- Eliseu - Piloto de "O Berço". Sua missão era permanecer dentro do módulo; manter contato via ondas de rádio com Jasão, informando-lhe dados a respeito do clima, hora, etc; ajudar-lhe nos problemas e dúvidas que viesse a enfrentar; estudar e analisar o material que seu companheiro trouxesse para dentro do módulo, bem como fornecer dados sobre a geografia do local. Seu verdadeiro nome não é revelado.

- General Curtiss - General da USAF. O homem por trás de toda a Operação Cavalo de Troia. Seu verdadeiro nome não é revelado.

### Século I
Devido à quantidade de personagens que aparecem na série apenas, somente alguns serão citados.
- Jesus Cristo
- Lázaro de Betânia
- Marta de Betânia
- Maria de Betânia
- Simão, o Leproso
- João
- Simão Pedro
- André
- João Marcos
- Judas Iscariotes
- Maria de Nazaré
- Anás
- Caifás
- Pôncio Pilatos
- José de Arimateia
- Cívilis
- Arsenius